# Elias Bulut sr.
Elias Bulut sr. (Calanasan, 18 mei 1939 - Quezon City, 5 december 2015) was een Filipijns politicus. Bulut sr. was lid van het Filipijns Huis van Afgevaardigden van 1992 tot 2001 en gouverneur van Apayao van 2001 tot 2010. Van 2010 tot zijn overlijden in 2015 was Bulut sr. burgemeester van zijn geboorteplaats Calanasan. Bulut sr. wordt wel aangeduid als "Founding Father" van Apayao, vanwege zijn wet uit 1995 waarmee de provincie Apayao ontstond als afsplitsing van Kalinga. 

## Biografie
Elias Bulut sr. werd geboren op 18 mei 1939 in barangay Butao in Calanasan in de Filipijns provincie Apayao. Bulut sr. werd in 1992 gekozen in het Filipijnse Huis van Afgevaardigden. In 1995 werd hij herkozen. Bulut diende in deze periode in het Huis Republic Act 7878 in. Deze wet splitste zeven gemeenten van de provincie Kalinga af om de nieuwe provincie Apayao te vormen. Bij de eerstvolgende verkiezing in 1998 werd Bulut daarop  gekozen tot eerste afgevaardigde van het nieuwe kiesdistrict van Apayao. Aansluitend was Bulut sr. van 2001 tot 2010 gouverneur van de provincie. Na afloop van zijn derde opeenvolgende en dus wettelijke laatste termijn als gouverneur werd hij gekozen tot burgemeester van zijn geboorteplaats Calanasan. Bij de verkiezingen van 2013 werd hij herkozen.
Bulut sr. overleed in 2015 op 76-jarige leeftijd in St. Luke's Medical Center. Zijn zoon Elias Bulut jr. was ook gouverneur van de provincie Apayao en zijn dochter Eleanor Bulut-Begtang was afgevaardigde namens de provincie.